# 中华西路站
中华西路站位于中华人民共和国陝西省咸阳市秦都区渭阳西路街道，是西安地铁1号线的一座车站，2023年9月21日随1号线三期工程开通运营。

## 车站结构
本站为地下两层岛式站台车站。
| 地面            | 出入口                | A-D出入口                                      |
| 地下一层 站厅层 | 站厅                  | 客务中心、自动售票机、进出站闸机、长安通自助机 |
| 地下二层 站台层 |                       | 1号线往咸阳西站（宝泉路）                      |
| 地下二层 站台层 | 岛式站台，左侧开门    |                                                |
| 地下二层 站台层 | 1号线往纺织城（安谷） |                                                |